# Houplin-Ancoisne
Houplin-Ancoisne é uma comuna francesa na região administrativa de Altos da França, no departamento do Norte. Estende-se por uma área de 6.48 km². Em 2010 a comuna tinha 3 425 habitantes (densidade: 528,5 hab./km²).